# روبرت كيرنان
روبرت كيرنان (بالإنجليزية: Robert Kernan)‏ هو لاعب كرة قدم أمريكية ومحامي أمريكي، ولد في 18 يوليو 1881 في نيويورك في الولايات المتحدة، وتوفي في 1955 في مونتريال في كندا.